# Macintosh XL
A Macintosh XL asztali számítógépet az Apple gyárotta és forgalmazta 1985 januárja és 1985 áprilisa között 3 hónapon keresztül. A Macintosh XL egyike volt azoknak a számítógépeknek, amelyek az Macintosh nevet viselték, de az XL hardver-felépítése alapján az Apple számítógépek közé tartozott.

## Története
A Macintosh XL az Apple Lisa személyi számítógép módosított változata volt. A Macintosh XL konfigurációban a számítógépet a MacWorks XL operációs rendszerrel szállították, amely lehetővé tette a 64K Macintosh ROM emulációt. A gépet korábban Lisa 2/10 néven árultak, csak a Lisa operációs rendszerrel. A Lisa gyökerei miatt – és az összes többi Macintosh számítógéptől eltérően – a Macintosh XL nem használt négyzetes pixeleket. A Macintosh XL kijelzőjének felbontása 720x364 volt, egy frissítés, amely a felbontást 608x431-re változtatta, már négyzet alakú képpontokat eredményezett a képernyőn. A maximális frissített RAM a hagyományos bővítőkártyákkal legfeljebb 2MB volt – ez négyszer nagyobb, mint a korábbi Macintosh számítógépek maximális kapacitása.

## A Macintosh XL technikai leírása
A tört fehér színű gép súlya 25 kg, magassága 350 mm, szélessége 475 mm és mélysége 388 mm volt. A XL számítógépet egymagos 5 MHz-es Motorola 68000 processzor vezérelte, a rendszerbusz 5 MHz-en működött. Az adatokat a 10MB belső merevlemezre lehetett elmenteni. Külső adattárolási lehetőséget a 400kB-os hajlékonylemez meghajtó (floppy-drive) kínált. A gépet MacWorks XL operációs rendszerrel szállította az Apple. A gépet beépített memória nélkül gyártották, maximálisan 2MB (150ns) kezelésére volt képes a gyári specifikáció szerint, a bővítéshez 2 hely (slot) állt rendelkezésre. A számítógépnek 12 inches-es, 720x360 képpont felbontásra képes kijelzője volt. Videójel kimenetet egy RCA csatlakozó biztosított. Csatlakozók: két soros port, egy DB-25 kijelzőhöz egy RCA, egy beépített hangszóró. A gép bővíthetőségét szolgálta három  bővítőhely. Külső párhuzamos merevlemez csatlakoztatására is volt lehetőség.

## Gép adatai táblázatban
A táblázat nem tartalmazza az összes műszaki paramétert. Az egyes modelleknél a bemutatáskor érvényes adatokat soroljuk fel, a későbbi frissítéseket nem.

| Gép nevebemutatva kivezetve | Méretmagasság szélesség mélység súlySzín | Processzorprocesszor órajel, mag L1 és L2 cache társprocesszor | Háttértármerevlemezkülső adathordozó | Eredeti operációs rendszer | Memóriaalap max. @sebességhely   | Kijelzőmérete felbontása | Grafikakártyamemória kimenet | CsatlakozókEthernet, ADB, soros, SCSI, párhuzamos, FDD, kijelző, hang be/ki, belső mikrofon, hangszóró | Bővíthetőségkártyahelybelső öbölkülső csatlakozó |
| --------------------------- | ---------------------------------------- | -------------------------------------------------------------- | ------------------------------------ | -------------------------- | -------------------------------- | ------------------------ | ---------------------------- | --- | ------------------------------------------------ |
| XL1985 jan. 1. 1986 aug. 1. | 350 mm 475 mm 388 mm 25 kg tört fehér    | Motorola 68000 @5 MHz és 1 mag                                 | 10MB HDD 400k floppy                 | MacWorks XL                | nincs alap max: 2MB @150ns2 hely | 12 inch 720x360 képpont  | 1 RCA                        | * 2 RS–422 * 1 DE–9 * 1 D–25 * 1 RCA (külső monitor)                                                   | * 3 bővítőhely* párhuzamos (külső)               |

## Az Apple számítógépek az időben
| Az Apple számítógépek idővonalon |
| --- |
| |
| A színek kezdete a bemutató időpontja, a forgalmazás több esetben is hónapokkal később kezdődött. Megeshet, hogy egy csík végét kitakarja egy másik csík eleje. Előfordul, hogy a gyártás befejezését követően még egy ideig forgalomban marad a gép adott verziója. Az egyes eszközök technikai paraméterei a MacTracker alkalmazásból származnak. A Macintosh XL azért szerepel a grafikonon, mert technikailag a Lisa 2 utóda, de a neve miatt a Compact Macintosh számítógépek közé szokás besorolni. |